# ユー・トリオ
ユー・トリオ (U-Trio) は静岡県富士宮市の新稲子川温泉にある市営温泉施設。

## 概要
- 所在地 静岡県富士宮市上稲子1219
- 交通 JR身延線稲子駅から町営路線バスで8分
- 駐車場 無料（150台）
- 営業時間 10:00 - 20:00
- 付帯設備    バーベキュー場、食事処「せせらぎ亭」

## 泉質等
- 源泉名 - 稲子川温泉 稲子3号
- 泉質 - カルシウム・ナトリウム-塩化物温泉
- 泉温 - 28.4℃